# Jessica Kingdon
Jessica Kingdon (* 20. Jahrhundert) ist eine US-amerikanische Filmproduzentin und Regisseurin, Drehbuchautorin und Kamerafrau. Ihr Schwerpunkt liegt auf Dokumentationen.
Kingdons Mutter ist Chinesin, ihr Vater jüdisch-amerikanischer Herkunft. Kingdon studierte Filmwissenschaft an der Columbia University und machte hier ihren Bachelor-Abschluss. Danach absolvierte sie ein Master-Studium der Medienwissenschaft an der The New School. Durch ihren Bruder, der Mandarin erlernte und einige Jahre in China lebte, wuchs nach eigener Aussage ihr Interesse an China und sie begann, sich auch in filmischer Hinsicht dem Land zuzuwenden. 2017 feierte ihre diesbezügliche Kurzdokumentation Commodity City auf dem Slamdance Film Festival Premiere und mit Routine Island findet sich ein zweiter Teil einer geplanten Trilogie in der Postproduktion. Thematisch geht es ihr um Konsumverhalten, Fabrikarbeit und Massenproduktion. Neben ihren eigenen Regiearbeiten produziert sie auch die Filme anderer Regisseure.
Für ihre Dokumentation Ascension wurde Kingdon zusammen mit Kira Simon-Kennedy und Nathan Truesdell  bei der Oscarverleihung 2022 in der Kategorie Bester Dokumentarfilm für den Oscar nominiert. Ascension war Kingdons erste Langdokumentation und wurde vielfach ausgezeichnet und nominiert, so von der Directors Guild of America, bei den Independent Spirit Awards und 2021 bei den Gotham Awards. In dem Film geht sie der Fabrikarbeit, dem Konsumverhalten der Mittelklassen und dem hedonistischen Leben der oberen Klasse in China nach.
2017 war sie als Kamerafrau für den Dokumentarfilm Ein Hoch auf das Nichts (Slatko od Niska) tätig. Danach war sie auch für die Kameraarbeit eigener Produktionen verantwortlich.
Im Jahr 2022 wurde sie in die Academy of Motion Picture Arts and Sciences (AMPAS) berufen, die alljährlich die Oscars vergibt.
Kingdon gehört dem Brooklyn Filmmakers Collective an und ist Mitglied der Brown Girls Doc Mafia. Sie erhielt für ihre Arbeit ein MacDowell Fellowship und wurde von UnionDocs unterstützt. Sie lebt und arbeitet in New York City.

## Filmografie (Auswahl)
- 2016: Someone Good Will Find You
- 2017: Commodity City
- 2018: The Water Slide
- 2020: Its Coming (Co-Regie)
- 2021: Ascension